# منال جعفر
منال جعفر (14 يوليو 1993 -) هي ممثلة جزائرية

## حياتها ونشأتها
من مواليد 14 يوليو 1993، بدأت مشوارها الفني في رمضان سنة 2016، ولدت منال من أب ألماني وأم جزائرية، وهي مواطنة كندية. نشأت وترعرعت في كندا،

## مسيرتها
وفي سنة 2016 بدأت مشوارها الفني في الجزائر وهي في الرابعة والعشرين من عمرها كممثلة، حيث تلقت العديد من ردات الفعل الايجابية حول مهاراتها التمثيلية بدأت مشوارها الفني في رمضان سنة 2016 حيث اشتهرت بدور منال في مسلسل الخاوة.

## أعمالها
المسلسلات
| السنة | اسم المسلسل    | الدور        | الشبكة التلفزيونية |
| ----- | -------------- | ------------ | ------------------ |
| 2017  | الخاوة         | منال مصطفاوي | El Djazairia One   |
| 2017  | بيبيش و بيبيشة | أميرة        | El Djazairia One   |